# Вайт-Плейнс (Джорджія)
Вайт-Плейнс (англ. White Plains) — місто (англ. city) в США, в окрузі Грін штату Джорджія. Населення — 239 осіб (2020).

## Географія
Вайт-Плейнс розташований за координатами 33°28′49″ пн. ш. 83°2′11″ зх. д. / 33.48028° пн. ш. 83.03639° зх. д. (33.480341, -83.036293).  За даними Бюро перепису населення США в 2010 році місто мало площу 12,22 км², з яких 12,09 км² — суходіл та 0,12 км² — водойми. В 2017 році площа становила 13,07 км², з яких 12,94 км² — суходіл та 0,13 км² — водойми.

## Демографія
Згідно з переписом 2010 року, у місті мешкали 284 особи в 102 домогосподарствах у складі 75 родин. Густота населення становила 23 особи/км².  Було 122 помешкання (10/км²).
Расовий склад населення:
| - 59,2 % — білих - 40,5 % — чорних або афроамериканців |

До двох чи більше рас належало 0,4 %. Частка іспаномовних становила 0,4 % від усіх жителів.
За віковим діапазоном населення розподілялося таким чином: 23,2 % — особи молодші 18 років, 59,9 % — особи у віці 18—64 років, 16,9 % — особи у віці 65 років та старші. Медіана віку мешканця становила 39,0 року. На 100 осіб жіночої статі у місті припадало 91,9 чоловіків;  на 100 жінок у віці від 18 років та старших — 101,9 чоловіків також старших 18 років.
Середній дохід на одне домашнє господарство  становив 59 705 доларів США (медіана — 34 886), а середній дохід на одну сім'ю — 66 353 долари (медіана — 37 500). Медіана доходів становила 38 438 доларів для чоловіків та 21 154 долари для жінок. За межею бідності перебувало 5,9 % осіб, у тому числі 0,0 % дітей у віці до 18 років та 14,0 % осіб у віці 65 років та старших.
Цивільне працевлаштоване населення становило 114 особи. Основні галузі зайнятості: роздрібна торгівля — 21,9 %, освіта, охорона здоров'я та соціальна допомога — 19,3 %, мистецтво, розваги та відпочинок — 17,5 %.